# Đội tuyển bóng đá bãi biển quốc gia Indonesia
Đội tuyển bóng đá bãi biển quốc gia Indonesia đại diện Indonesia ở các giải thi đấu bóng đá bãi biển quốc tế và được điều hành bởi PSSI, cơ quan quản lý bóng đá ở Indonesia. Năm 2008, Indonesia có trận đấu đầu tiên trước Timor-Leste tại Đại hội thể thao bãi biển châu Á 2008 ở Bali.

## Thành tích giải đấu

### Giải vô địch bóng đá bãi biển thế giới
Trước năm 2011 Indonesia không tham dự Vòng loại giải vô địch bóng đá bãi biển thế giới khu vực châu Á.
| Thành tích vòng chung kết Giải vô địch bóng đá bãi biển thế giới | Thành tích vòng chung kết Giải vô địch bóng đá bãi biển thế giới | Thành tích vòng chung kết Giải vô địch bóng đá bãi biển thế giới | Thành tích vòng chung kết Giải vô địch bóng đá bãi biển thế giới | Thành tích vòng chung kết Giải vô địch bóng đá bãi biển thế giới | Thành tích vòng chung kết Giải vô địch bóng đá bãi biển thế giới | Thành tích vòng chung kết Giải vô địch bóng đá bãi biển thế giới | Thành tích vòng chung kết Giải vô địch bóng đá bãi biển thế giới | Thành tích vòng chung kết Giải vô địch bóng đá bãi biển thế giới |               | Thành tích vòng loại | Thành tích vòng loại | Thành tích vòng loại | Thành tích vòng loại | Thành tích vòng loại | Thành tích vòng loại |               |
| Chủ nhà / Năm                                                    | Kết quả                                                          | Vị thứ                                                           | St                                                               | T                                                                | W+                                                               | B                                                                | BT                                                               | BB                                                               | St            | T                    | W+                   | B                    | BT                   | BB                   |                      |               |
| ---------------------------------------------------------------- | ---------------------------------------------------------------- | ---------------------------------------------------------------- | ---------------------------------------------------------------- | ---------------------------------------------------------------- | ---------------------------------------------------------------- | ---------------------------------------------------------------- | ---------------------------------------------------------------- | ---------------------------------------------------------------- | ------------- | -------------------- | -------------------- | -------------------- | -------------------- | -------------------- | -------------------- | ------------- |
| 2011                                                             | Không vượt qua vòng loại                                         | Không vượt qua vòng loại                                         | Không vượt qua vòng loại                                         | Không vượt qua vòng loại                                         | Không vượt qua vòng loại                                         | Không vượt qua vòng loại                                         | Không vượt qua vòng loại                                         | Không vượt qua vòng loại                                         | 3             | 0                    | 0                    | 3                    | 6                    | 18                   |                      |               |
| 2013                                                             | Không tham dự                                                    | Không tham dự                                                    | Không tham dự                                                    | Không tham dự                                                    | Không tham dự                                                    | Không tham dự                                                    | Không tham dự                                                    | Không tham dự                                                    | Không tham dự | Không tham dự        | Không tham dự        | Không tham dự        | Không tham dự        | Không tham dự        | Không tham dự        | Không tham dự |
| 2015                                                             | Không tham dự                                                    | Không tham dự                                                    | Không tham dự                                                    | Không tham dự                                                    | Không tham dự                                                    | Không tham dự                                                    | Không tham dự                                                    | Không tham dự                                                    | Không tham dự | Không tham dự        | Không tham dự        | Không tham dự        | Không tham dự        | Không tham dự        | Không tham dự        | Không tham dự |
| 2017                                                             | Không tham dự                                                    | Không tham dự                                                    | Không tham dự                                                    | Không tham dự                                                    | Không tham dự                                                    | Không tham dự                                                    | Không tham dự                                                    | Không tham dự                                                    | Không tham dự | Không tham dự        | Không tham dự        | Không tham dự        | Không tham dự        | Không tham dự        | Không tham dự        | Không tham dự |
| Tổng cộng                                                        | –                                                                | 0/4                                                              | 0                                                                | 0                                                                | 0                                                                | 0                                                                | 0                                                                | 0                                                                | 3             | 0                    | 0                    | 3                    | 6                    | 18                   |                      |               |

### Giải vô địch bóng đá bãi biển châu Á
Giải đấu cũng được biết đến là Vòng loại giải vô địch bóng đá bãi biển thế giới khu vực châu Á.
| Thành tích Giải vô địch bóng đá bãi biển châu Á | Thành tích Giải vô địch bóng đá bãi biển châu Á | Thành tích Giải vô địch bóng đá bãi biển châu Á | Thành tích Giải vô địch bóng đá bãi biển châu Á | Thành tích Giải vô địch bóng đá bãi biển châu Á | Thành tích Giải vô địch bóng đá bãi biển châu Á | Thành tích Giải vô địch bóng đá bãi biển châu Á | Thành tích Giải vô địch bóng đá bãi biển châu Á | Thành tích Giải vô địch bóng đá bãi biển châu Á |
| Năm                                             | Kết quả                                         | Vị thứ                                          | St                                              | T                                               | W+                                              | B                                               | BT                                              | BB                                              |
| ----------------------------------------------- | ----------------------------------------------- | ----------------------------------------------- | ----------------------------------------------- | ----------------------------------------------- | ----------------------------------------------- | ----------------------------------------------- | ----------------------------------------------- | ----------------------------------------------- |
| 2006                                            | Không tham gia                                  | Không tham gia                                  | Không tham gia                                  | Không tham gia                                  | Không tham gia                                  | Không tham gia                                  | Không tham gia                                  | Không tham gia                                  |
| 2007                                            | Không tham gia                                  | Không tham gia                                  | Không tham gia                                  | Không tham gia                                  | Không tham gia                                  | Không tham gia                                  | Không tham gia                                  | Không tham gia                                  |
| 2008                                            | Không tham gia                                  | Không tham gia                                  | Không tham gia                                  | Không tham gia                                  | Không tham gia                                  | Không tham gia                                  | Không tham gia                                  | Không tham gia                                  |
| 2009                                            | Không tham gia                                  | Không tham gia                                  | Không tham gia                                  | Không tham gia                                  | Không tham gia                                  | Không tham gia                                  | Không tham gia                                  | Không tham gia                                  |
| 2011                                            | Vòng bảng                                       | 11/11                                           | 3                                               | 0                                               | 0                                               | 3                                               | 6                                               | 18                                              |
| 2013                                            | Không tham dự                                   | Không tham dự                                   | Không tham dự                                   | Không tham dự                                   | Không tham dự                                   | Không tham dự                                   | Không tham dự                                   | Không tham dự                                   |
| 2015                                            | Không tham dự                                   | Không tham dự                                   | Không tham dự                                   | Không tham dự                                   | Không tham dự                                   | Không tham dự                                   | Không tham dự                                   | Không tham dự                                   |
| 2017                                            | Không tham dự                                   | Không tham dự                                   | Không tham dự                                   | Không tham dự                                   | Không tham dự                                   | Không tham dự                                   | Không tham dự                                   | Không tham dự                                   |
| Tổng cộng                                       | Tốt nhất: Vòng bảng                             | 1/7                                             | 3                                               | 0                                               | 0                                               | 3                                               | 6                                               | 18                                              |

### Đại hội thể thao bãi biển châu Á
| Thành tích Đại hội thể thao bãi biển châu Á | Thành tích Đại hội thể thao bãi biển châu Á | Thành tích Đại hội thể thao bãi biển châu Á | Thành tích Đại hội thể thao bãi biển châu Á | Thành tích Đại hội thể thao bãi biển châu Á | Thành tích Đại hội thể thao bãi biển châu Á | Thành tích Đại hội thể thao bãi biển châu Á | Thành tích Đại hội thể thao bãi biển châu Á | Thành tích Đại hội thể thao bãi biển châu Á |
| Năm                                         | Kết quả                                     | Vị thứ                                      | St                                          | T                                           | W+                                          | B                                           | BT                                          | BB                                          |
| ------------------------------------------- | ------------------------------------------- | ------------------------------------------- | ------------------------------------------- | ------------------------------------------- | ------------------------------------------- | ------------------------------------------- | ------------------------------------------- | ------------------------------------------- |
| 2008                                        | Tứ kết                                      | 7/16                                        | 4                                           | 2                                           | 0                                           | 2                                           | 19                                          | 15                                          |
| 2010                                        | Vòng bảng                                   | 12/16                                       | 3                                           | 1                                           | 0                                           | 2                                           | 9                                           | 15                                          |
| 2012                                        | Không tham gia                              | Không tham gia                              | Không tham gia                              | Không tham gia                              | Không tham gia                              | Không tham gia                              | Không tham gia                              | Không tham gia                              |
| 2014                                        | Không tham gia                              | Không tham gia                              | Không tham gia                              | Không tham gia                              | Không tham gia                              | Không tham gia                              | Không tham gia                              | Không tham gia                              |
| 2016                                        | Không tham gia                              | Không tham gia                              | Không tham gia                              | Không tham gia                              | Không tham gia                              | Không tham gia                              | Không tham gia                              | Không tham gia                              |
| 2018                                        | [ chưa xác định ]                           | -                                           | -                                           | -                                           | -                                           | -                                           | -                                           | -                                           |
| Tổng cộng                                   | Tốt nhất: Tứ kết                            | 2/5                                         | 7                                           | 3                                           | 0                                           | 4                                           | 28                                          | 30                                          |

### Giải vô địch Đông Nam Á
| Thành tích Giải vô địch Đông Nam Á | Thành tích Giải vô địch Đông Nam Á | Thành tích Giải vô địch Đông Nam Á | Thành tích Giải vô địch Đông Nam Á | Thành tích Giải vô địch Đông Nam Á | Thành tích Giải vô địch Đông Nam Á | Thành tích Giải vô địch Đông Nam Á | Thành tích Giải vô địch Đông Nam Á | Thành tích Giải vô địch Đông Nam Á |
| Năm                                | Kết quả                            | Vị thứ                             | St                                 | T                                  | W+                                 | B                                  | BT                                 | BB                                 |
| ---------------------------------- | ---------------------------------- | ---------------------------------- | ---------------------------------- | ---------------------------------- | ---------------------------------- | ---------------------------------- | ---------------------------------- | ---------------------------------- |
| 2014                               | Vòng bảng                          | 5/8                                | 3                                  | 1                                  | 0                                  | 2                                  | 15                                 | 12                                 |
| 2018                               | Host                               |                                    |                                    |                                    |                                    |                                    |                                    |                                    |
| Tổng cộng                          | Tốt nhất: Vòng bảng                | 1/2                                | 3                                  | 1                                  | 0                                  | 2                                  | 15                                 | 12                                 |

## Triệu tập gần đây
| Số | VT | Cầu thủ                 | Ngày sinh (tuổi)  | Trận | Bàn | Câu lạc bộ |
| -- | -- | ----------------------- | ----------------- | ---- | --- | ---------- |
|    | TM | Kadek Sudarta           | 3 tháng 2, 1982   |      |     | Bali       |
|    | TM | Made Hendra Adi Saputra | 29 tháng 4, 1986  |      |     | Bali       |
|    |    |                         |                   |      |     |            |
|    | HV | Made Juli Parimawan     | 24 tháng 7, 1986  |      |     | Bali       |
|    | HV | Wayan Merta Jaya        | 12 tháng 5, 1988  |      |     | Bali       |
|    |    |                         |                   |      |     |            |
|    | TĐ | Wayan Arsa Bagia        | 18 tháng 11, 1985 |      |     | Bali       |
|    | TĐ | Dewa Kadek Dwipayudha   | 9 tháng 5, 1988   |      |     | Bali       |
|    | TĐ | Putu Edy Sandi Putra    | 20 tháng 10, 1983 |      |     | Bali       |
|    | TĐ | Putu Gede Darma Suta    | 13 tháng 10, 1988 |      |     | Bali       |
|    | TĐ | Komang Kariana          | 13 tháng 9, 1980  |      |     | Bali       |
|    | TĐ | Nyoman Jumada           | 17 tháng 8, 1984  |      |     | Bali       |

## Ban huấn luyện
| Vị trí                 | Tên   |
| ---------------------- | ----- |
| Huấn luyện viên trưởng | Trống |
| Trợ lý huấn luyện viên | Trống |
| Bác sĩ                 | Trống |
| Kitman                 | Trống |

### Đội ngữ năm 2014
| Vị thứ                 | Tên                 |
| ---------------------- | ------------------- |
| Huấn luyện viên trưởng | Ida Nyoman Mahayasa |
| Trợ lý huấn luyện viên | I Made Suwartama    |
| Bác sĩ                 | Ahmad Nizar C.Noor  |
| Kitman                 | I Made Tromat       |